# Real Camera di Santa Chiara
La Real Camera di Santa Chiara era un organo del Regno di Napoli nel periodo borbonico, con funzioni giurisdizionali e consultive, incaricato altresì di conservare gli atti della Cancelleria del Regno in sostituzione dell'abolito Consiglio Collaterale, di estrazione vicereale.
La Real Camera fu istituita con una prammatica sanzione di Carlo di Borbone datata 8 giugno 1735, quando il sovrano era da pochissimo salito al trono ed era intenzionato ad istituire un "governo giusto, forte, uniforme e tranquillo, duraturo e incorruttibile".
Gli uffici che componevano l'organo erano la Cancelleria, il Consiglio, e la Segreteria, oltre al Tribunale.

## Funzioni giurisdizionali
Dotata di funzioni di tribunale di prima istanza (il re si era riservato il potere di decidere sui reclami), la Real Camera deliberava su questioni di natura ecclesiastica e laica, relativi ai benefici, ai regi patronati e alle libere collazioni.
I magistrati erano nominati dal re su proposta degli stessi membri della Real Camera ed erano ordinati in una gerarchia che prevedeva al vertice i cosiddetti capiruota ed un Presidente.
Il Segretario, oltre ai normali compiti di cancelleria, aveva l'incarico di proporre gli affari nelle udienze, redigere i verbali delle discussioni e formulare le "consulte" (i pareri) da proporsi al re.
Il Presidente svolgeva le funzioni dell'antico Viceprotonotaro del Regno (una sorta di guardasigilli), apponendo il vidit (visto) alle leggi emanate dal re.
Ad esempio, il real decreto di istituzione e fondazione dell'Ordine di San Gennaro fu emanato a Napoli il 3 luglio 1738 e inviato alla Real Camera pel registro ed esecuzione, ovvero per essere registrato ed eseguito.
La competenza funzionale dell'organo si estendeva a tutti gli affari contenziosi che in qualche modo riguardavano la città di Napoli: dalla concessione dell'imprimatur sui libri, all'exequatur delle bolle della Santa Sede, alla decisione sui conflitti di giurisdizione tra tribunali laici e tribunali ecclesiastici.
La competenza territoriale si estendeva a tutto il Regno.

## Funzioni consultive
I pareri forniti dalla Real Camera avevano ad oggetto i casi più complessi riguardanti l'amministrazione del Regno borbonico. Dal 1768, tra i membri dell'organo si annoverò anche l'avvocato fiscale del Real Patrimonio, che doveva difendere gli interessi del sovrano negli affari trattati dalla Real Camera.

## La composizione

### I Capo Ruota
- Carlo Arpaia (Napoli 1620 - ?)
- Ferdinando Porcinari (Napoli 1683 - ?)
- Gregorio Bisogni
- Angelo Granito (Napoli 24 aprile 1793), dottore in leggi, già Presidente della Dogana di Puglia
- Stefano Patrizi (Cariati 1715 - Napoli 1797), nipote del vescovo di Gaeta Francesco Patrizi, già Caporuota della Vicaria e docente di Scienze Feudali nella Regia Università di Napoli.
- Giannantonio Castagnola [2]

### I Consiglieri
- Don Francesco de Vargas Machuca (Teramo 26 settembre 1699 - Napoli 17 luglio 1785), consigliere nel 1763;
- Giuseppe Aurelio Di Gennaro (Napoli, 1701- 25 agosto 1761), consigliere dal 1745, già giudice della Gran Corte della Vicaria;
- Gennaro Pallante (1714-1794), già Caporuota della Vicaria.

## La riforma napoleonica
Anche la Real Camera di Santa Chiara fu abolita, come tutti gli altri tribunali di antico regime, ad opera del regio decreto 12 dicembre 1808, data in cui furono insediati i nuovi tribunali del regime napoleonico.
L'archivio della soppressa Real Camera è andato a far parte di quello della Gran Corte di Cassazione.